# Ober-Klingen
Ober-Klingen ist ein Ortsteil der Gemeinde Otzberg  im südhessischen Landkreis Darmstadt-Dieburg. Es liegt am Westhang des Otzberges und wird von der Semme durchflossen.

## Geschichte

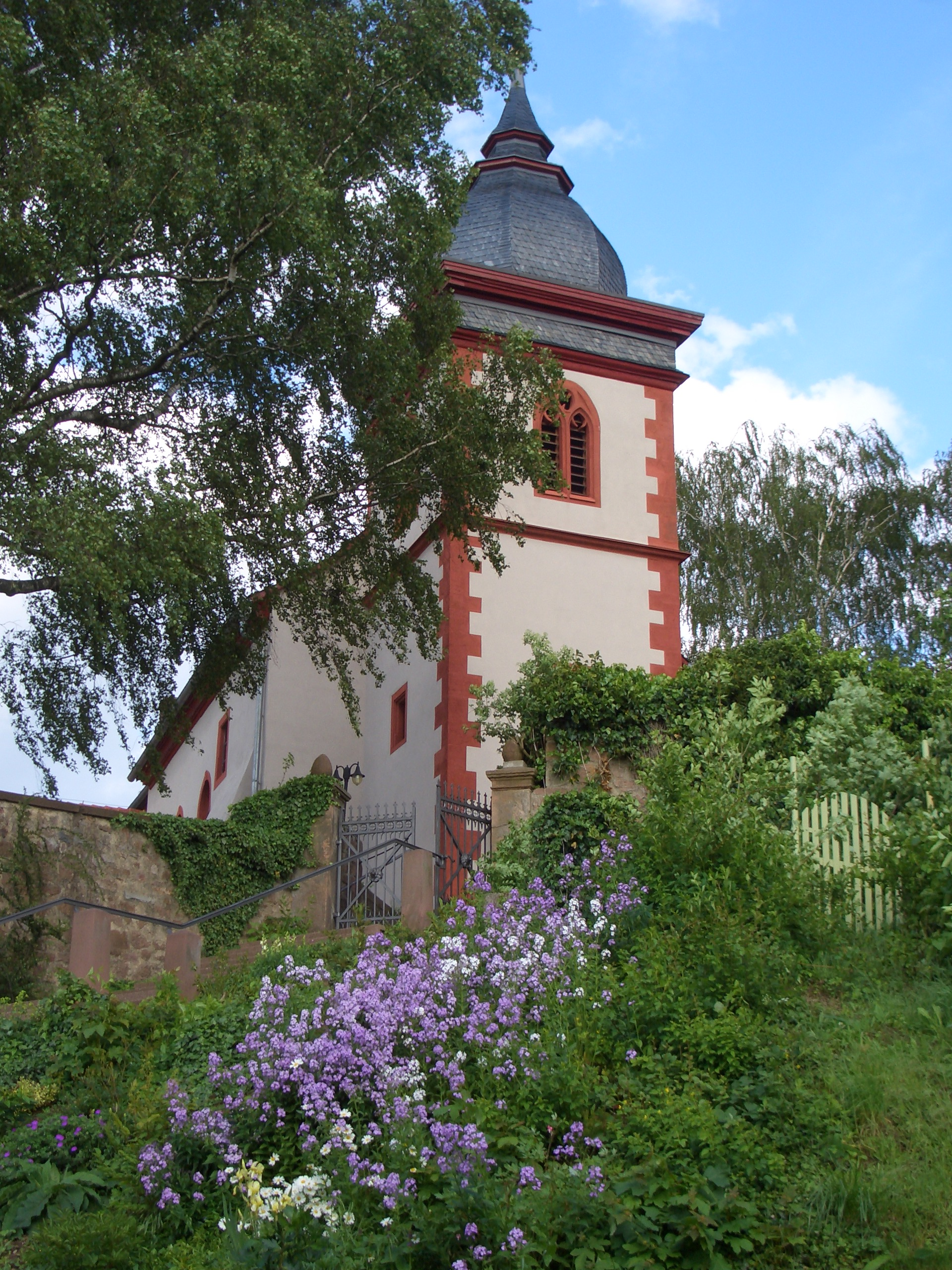
Die Kirche in Ober-Klingen

### Ortsgeschichte
Der Ortsname „Klingen“ wird auf die alte Bedeutung „Gießbach“ oder „Talschlucht“ zurückgeführt. Der Name „Klingen“ könnte aber auch ein Hinweis für die verschiedenen ausgebeuteten Erzvorkommen in unmittelbarer Nähe des Otzberges darstellen. Eines der heutigen beiden Klingen wurde bereits 1223 als „Clingen“ erwähnt. Eine Unterscheidung erfolgte 1383 für Ober-Klingen und 1357 für Nieder-Klingen. In den Urkunden wird der Ort dann als Obern Clingen (1383), Oberklingen und Obyrclingen (1387) sowie Obernclyngen (1485)  und Clingen (1527) erwähnt.
Durch Urkunden wird folgendes belegt:
 1343 verleiht der Abt von Fulda Rudolf Kilian ein fuldisches Lehen als Otzbergisches Burglehen.
1399 empfängt Schenk Eberhard von Erbach von Pfalzgraf Ruprecht anderthalb Huben und einen halben Hof als fuldisches Mannlehen.
1420 verkaufen Hademar zu Laber und seine Ehefrau Walpurgis, geb. Schenk zu Erbach, das halbe Dorf Klingen an den Pfalzgrafen Ludwig.
Ober- und Nieder-Klingen gehörten bis 1521 zur Zent Umstadt und wurden dann infolge des Landshuter Erbfolgekriegs dem kurpfälzischen Oberamt Otzberg zugesprochen. Das Oberamt Otzberg kam 1803 infolge des Reichsdeputationshauptschlusses an die Landgrafschaft Hessen-Darmstadt. Mit dem Tauschvertrag zwischen Hessen-Darmstadt und den Herren von Löwenstein-Wertheim vom 5. Februar 1805 kam es zum Amt Habitzheim, das 1806 durch die Rheinbundakte an das zum Großherzogtum erhobene Hessen-Darmstadt fiel. Die Niedere Gerichtsbarkeit blieb bis 1822 bei den Herren von Löwenstein-Wertheim.
Die Statistisch-topographisch-historische Beschreibung des Großherzogthums Hessen berichtet 1829 über Ober-Klingen:

„Oberklingen (L. Bez. Breuberg) reform. Filialdorf; liegt 21⁄2 St. von Breuberg, gehört dem Fürsten von Löwenstein-Wertheim-Rosenberg und hat 107 Häuser und 615 Einw., die bis auf 49 Luth., 14 Kath. und 38 Juden reformirt sind. Man findet 3 Mahlmühlen und einen Bruch von rothen Sandsteinen, die von mittlerer Güte sind, aber doch behauen werden. Der Ort gehörte der Pfalz und kam 1802 an Hessen, und von Hessen 1805 durch Tausch an Löwenstein, bis derselbe 1806 unter Hess. Hoheit gekommen ist.“

Hessische Gebietsreform (1970–1977)
Am 31. Dezember 1971 fusionierte Ober-Klingen im Zuge der Gebietsreform in Hessen freiwillig mit fünf weiteren bis dahin selbstständigen Gemeinden zur neuen Gemeinde Otzberg.
Für die sechs ehemals eigenständigen Gemeinden wurden Ortsbezirke mit Ortsbeirat und Ortsvorsteher nach der Hessischen Gemeindeordnung gebildet. Sitz der Gemeindeverwaltung wurde Lengfeld.

### Verwaltungsgeschichte im Überblick
Die folgende Liste zeigt die Staaten und Verwaltungseinheiten, denen Ober-Klingen angehört(e):
- vor 1390: Heiliges Römisches Reich, Kloster Fulda Zent Umstadt (Kondominat)
- ab 1390: Heiliges Römisches Reich, Kurpfalz (durch Kauf; bis 1427 an Herrschaft Hanau verpfändet), Zent Umstadt
- ab 1524: Heiliges Römisches Reich, Kurpfalz, Oberamt Otzberg
- ab 1777: Heiliges Römisches Reich, Kurfürstentum Pfalzbayern, Pfalzgrafschaft bei Rhein, Oberamt Otzberg
- ab 1803: Heiliges Römisches Reich, Landgrafschaft Hessen-Darmstadt,[Anm. 2] Oberamt Otzberg
- ab 1805: Heiliges Römisches Reich, Herren von Löwenstein-Wertheim (durch Tausch), Amt Habitzheim
- ab 1806: Großherzogtum Hessen,[Anm. 3] Fürstentum Starkenburg, Fürstentum Starkenburg, Amt Habitzheim (Niedere Gerichtsbarkeit weiter bei Löwenstein-Wertheim)
- ab 1815: Großherzogtum Hessen[Anm. 4], Provinz Starkenburg, Habitzheim
- ab 1822: Großherzogtum Hessen, Provinz Starkenburg, Landratsbezirk Breuberg[Anm. 5]
- ab 1848: Großherzogtum Hessen, Regierungsbezirk Dieburg
- ab 1852: Großherzogtum Hessen, Provinz Starkenburg, Kreis Dieburg
- ab 1871: Deutsches Reich, Großherzogtum Hessen, Provinz Starkenburg, Kreis Dieburg
- ab 1918: Deutsches Reich (Weimarer Republik), Volksstaat Hessen, Provinz Starkenburg, Kreis Dieburg
- ab 1938: Deutsches Reich, Volksstaat Hessen, Landkreis Dieburg[9][Anm. 6]
- ab 1945: Amerikanische Besatzungszone,[Anm. 7] Groß-Hessen, Regierungsbezirk Darmstadt, Landkreis Dieburg
- ab 1946: Amerikanische Besatzungszone, Land Hessen, Regierungsbezirk Darmstadt, Landkreis Dieburg
- ab 1949: Bundesrepublik Deutschland, Land Hessen, Regierungsbezirk Darmstadt, Landkreis Dieburg
- ab 1972: Bundesrepublik Deutschland, Land Hessen, Regierungsbezirk Darmstadt,  Landkreis Dieburg, Gemeinde Otzberg[Anm. 8]
- ab 1977: Bundesrepublik Deutschland, Land Hessen, Regierungsbezirk Darmstadt, Landkreis Darmstadt-Dieburg, Gemeinde Otzberg

### Gerichte
Die zuständige Gerichtsbarkeit der ersten Instanz waren:
- 1820: standesgherrliches Amt Habitzheim
- ab 1822: Landgericht Höchst
- ab 1853: Landgericht Reinheim
- ab 1879: Amtsgericht Reinheim
- ab 1968: Amtsgericht Darmstadt

## Bevölkerung

### Einwohnerstruktur 2011
Nach den Erhebungen des Zensus 2011 lebten am Stichtag dem 9. Mai 2011 in Ober-Klingen 888 Einwohner. Darunter waren 39 (4,4 %) Ausländer.
Nach dem Lebensalter waren 129 Einwohner unter 18 Jahren, 372 waren zwischen 18 und 49, 213 zwischen 50 und 64 und 177 Einwohner waren älter. Die Einwohner lebten in 372 Haushalten. Davon waren 102 Singlehaushalte, 108 Paare ohne Kinder und 129 Paare mit Kindern, sowie 30 Alleinerziehende und 6 Wohngemeinschaften. In 75 Haushalten lebten ausschließlich Senioren und in 240 Haushaltungen leben keine Senioren.

### Einwohnerentwicklung
| • 1633: | 200 Einwohner             |
| • 1829: | 615 Einwohner, 107 Häuser |
| • 1867: | 616 Einwohner, 131 Häuser |

| Ober-Klingen: Einwohnerzahlen von 1829 bis 2019 | Ober-Klingen: Einwohnerzahlen von 1829 bis 2019 | Ober-Klingen: Einwohnerzahlen von 1829 bis 2019 | Ober-Klingen: Einwohnerzahlen von 1829 bis 2019 | Ober-Klingen: Einwohnerzahlen von 1829 bis 2019 |
| --- | ----------------------------------------------- | ----------------------------------------------- | ----------------------------------------------- | ----------------------------------------------- |
| Jahr |                                                 |                                                 |                                                 | Einwohner                                       |
| 1829 | 1829                                            |                                                 | 615                                             | 615                                             |
| 1834 | 1834                                            |                                                 | 644                                             | 644                                             |
| 1840 | 1840                                            |                                                 | 694                                             | 694                                             |
| 1846 | 1846                                            |                                                 | 784                                             | 784                                             |
| 1852 | 1852                                            |                                                 | 686                                             | 686                                             |
| 1858 | 1858                                            |                                                 | 646                                             | 646                                             |
| 1864 | 1864                                            |                                                 | 644                                             | 644                                             |
| 1871 | 1871                                            |                                                 | 624                                             | 624                                             |
| 1875 | 1875                                            |                                                 | 645                                             | 645                                             |
| 1885 | 1885                                            |                                                 | 670                                             | 670                                             |
| 1895 | 1895                                            |                                                 | 605                                             | 605                                             |
| 1905 | 1905                                            |                                                 | 594                                             | 594                                             |
| 1910 | 1910                                            |                                                 | 610                                             | 610                                             |
| 1925 | 1925                                            |                                                 | 581                                             | 581                                             |
| 1939 | 1939                                            |                                                 | 551                                             | 551                                             |
| 1946 | 1946                                            |                                                 | 882                                             | 882                                             |
| 1950 | 1950                                            |                                                 | 845                                             | 845                                             |
| 1956 | 1956                                            |                                                 | 733                                             | 733                                             |
| 1961 | 1961                                            |                                                 | 724                                             | 724                                             |
| 1967 | 1967                                            |                                                 | 731                                             | 731                                             |
| 1970 | 1970                                            |                                                 | 760                                             | 760                                             |
| 1980 | 1980                                            |                                                 | ?                                               | ?                                               |
| 1990 | 1990                                            |                                                 | ?                                               | ?                                               |
| 2000 | 2000                                            |                                                 | ?                                               | ?                                               |
| 2011 | 2011                                            |                                                 | 888                                             | 888                                             |
| 2015 | 2015                                            |                                                 | 867                                             | 867                                             |
| 2019 | 2019                                            |                                                 | 868                                             | 868                                             |
| Datenquelle: Historisches Gemeindeverzeichnis für Hessen: Die Bevölkerung der Gemeinden 1834 bis 1967. Wiesbaden: Hessisches Statistisches Landesamt, 1968. Weitere Quellen: LAGIS; Zensus 2011; ab 2012: Gemeinde Otzberg |                                                 |                                                 |                                                 |                                                 |

### Historische Religionszugehörigkeit
| • 1829: | 49 lutheranische (= 7,97 %), 514 reformierte (= 83,58 %), 38 jüdische (= 6,18 %) und 14 katholische (= 2,28 %) Einwohner |
| • 1961: | 597 evangelische (= 82,46 %), 121 katholische (= 16,71 %) Einwohner                                                      |

## Politik
Für Ober-Klingen besteht ein Ortsbezirk (Gebiete der ehemaligen Gemeinde Ober-Klingen) mit Ortsbeirat und Ortsvorsteher nach der Hessischen Gemeindeordnung.
Der Ortsbeirat besteht aus fünf Mitgliedern. Bei den Kommunalwahlen in Hessen 2021 betrug die Wahlbeteiligung zum Ortsbeirat 58,33 %. Alle gewählten Mitglieder gehören der Liste „Wir Ober-Klingener“ an. Der Ortsbeirat wählte Manuel Scherer zum Ortsvorsteher.

## Kultur und Sehenswürdigkeiten
Ober-Klingen besticht durch seine landschaftlich schöne Umgebung mit dem naheliegenden Wald. Bemerkenswert ist auch die kleine Bergkirche, mit dem sie umgebenden Friedhof.

### Schutzgebiete
In der Gemarkung Ober-Klingen sind mehrere in den Löss eingeschnittene Schluchten als flächenhafte Naturdenkmale ausgewiesen: „Gaulsgräben“, „Halde“, „Kuhtränke“, „Griesbusch“, „Mordkaute“, „Kargenhölle“ und „Felsenwiese am Kalkofen“. Sie sind in der Region auch als Klinger Rechen bekannt, befinden sich rund um den durch Vulkanismus entstandenen Breitenstein und bilden in der offenen Agrarlandschaft ein wichtiges Rückzugsgebiet für viele Tiere.
Zur Gemarkung zählt auch eine Teilfläche des Natura2000-Gebietes „Grünlandbereiche östlich von Brensbach“ (FFH-Gebiet 6219-301).

### Regelmäßige Veranstaltungen
- September: Kerb[16]

## Persönlichkeiten
- Ernst Nister (1842–1909), Druckereiunternehmer und Kinderbuchverleger (geboren in Ober-Klingen)
- Karl Ernst Knodt (1856–1917), Dichter und evangelischer Pfarrer von Ober-Klingen